# Arcadius de Chypre
Pour les articles homonymes, voir Arcadius (homonymie).
Archevêque de Salamine de Chypre, mort vers 640.
Arcadius de Chypre est l'auteur d'un éloge de saint Georges de Lydda et peut-être de la Vie de saint Siméon Stylite le Jeune[réf. nécessaire].